# Condado de Kutno
Condado de Kutno (polaco: powiat kutnowski) é um powiat (condado) da Polónia, na voivodia de Lodz. A sede do condado é a cidade de Kutno. Estende-se por uma área de 886,29 km², com 105 137 habitantes, segundo os censos de 2005, com uma densidade 118,63 hab/km².

## Divisões admistrativas
O condado possui:
Comunas urbanas: Kutno
Comunas urbana-rurais: Krośniewice, Żychlin
Comunas rurais: Bedlno, Dąbrowice, Krzyżanów, Kutno, Łanięta, Nowe Ostrowy, Oporów, Strzelce
Cidades: Kutno, Krośniewice, Żychlin

## Demografia
População (dados de 30 de Junho de 2005):
|          | Total   | Total | Mulheres | Mulheres | Homens  | Homens |
| -------- | ------- | ----- | -------- | -------- | ------- | ------ |
|          | pessoas | %     | pessoas  | %        | pessoas | %      |
| Total    | 105 137 | 100   | 54 531   | 51,9     | 50 606  | 48,1   |
| Cidades  | 61 668  | 100   | 32 620   | 52,9     | 29 048  | 47,1   |
| Povoados | 43 469  | 100   | 21 911   | 50,4     | 21 558  | 49,6   |